# 557
Évszázadok: 5. század – 6. század – 7. század
Évtizedek: 500-as évek – 510-es évek – 520-as évek – 530-as évek – 540-es évek – 550-es évek – 560-as évek – 570-es évek – 580-as évek – 590-es évek – 600-as évek
Évek: 552 – 553 – 554 – 555 –  556 – 557 – 558 – 559 – 560 – 561 – 562

## Események

### Bizánci Birodalom
- Az avarok megjelennek Európában és - valószínűleg az Észak-Kaukázusból - követséget küldenek Konstantinápolyba.
- A lazicai háborúban Iusztinianosz császár és Huszrau perzsa király fegyverszünetet kötnek.
- Két kisebb előrengést követően december 14-én erős földrengés rongálja meg Konstantinápoly épületeit. A Hagia Szophia fő kupolája úgy meggyengül, hogy a következő évben összeomlik. A város falai is több helyütt leomlanak.

### Európa
- I. Clothar frank király Soissons mellett megalapítja a Szt. Medárd-kolostort.

### Közép-Ázsia
- A perzsa Szászánidák a bizánci háború lezárását követően szövetséget kötnek a terjeszkedő göktürkökkel és Buhara mellett nyolc napos csatában legyőzik a heftalita hunokat, amelyek állama ezután kisebb fejedelemségekre esik szét.

### Kína
- Az előző évben meghalt a Nyugati Vej dinasztia tényleges kormányzója, Jüven Taj és pozícióját 14 éves fia, Jüven Csüe örökölte. Valójában azonban Jüven Taj unokaöccse, Jüven Hu irányítja az államot. Februárban lemondatja Kung bábcsászárt (két hónappal később meg is öleti) és kikiáltva az Északi Csou dinasztiát Jüven Csüét ülteti a trónra; ő felveszi a Hsziaomin uralkodói nevet.
- Hsziaomin tartva attól, hogy elődeihez hasonlóan belőle is bábcsászár lesz, összeesküvést szervez Jüven Hu meggyilkolására. Terveire fény derül, Jüven Hu pedig lemondatja őt (röviddel később kivégezteti) és Jüven Taj legidősebb (de egy ágyastól született) fiát, Jüven Jüt teszi meg császárrá. Jüven Jü a Ming uralkodói nevet veszi fel.
- A Liang-dinasztiában Csen Pa-hszien hadúr lemondatja Csing bábcsászárt és kikiáltva a Csen-dinasztiát Vu néven maga ül a trónra.

## Halálozások
- Vej Kung-ti, a Nyugati Vej dinasztia utolsó császára
- Csou Hsziaomin-ti, az Északi Csou dinasztia első császára

## Fordítás
- Ez a szócikk részben vagy egészben  a(z)   557 című angol Wikipédia-szócikk ezen változatának fordításán alapul.  Az eredeti cikk szerkesztőit annak laptörténete sorolja fel. Ez a jelzés csupán a megfogalmazás eredetét és a szerzői jogokat jelzi, nem szolgál a cikkben szereplő információk forrásmegjelöléseként.